# سازه‌های بتن پوسته‌ای

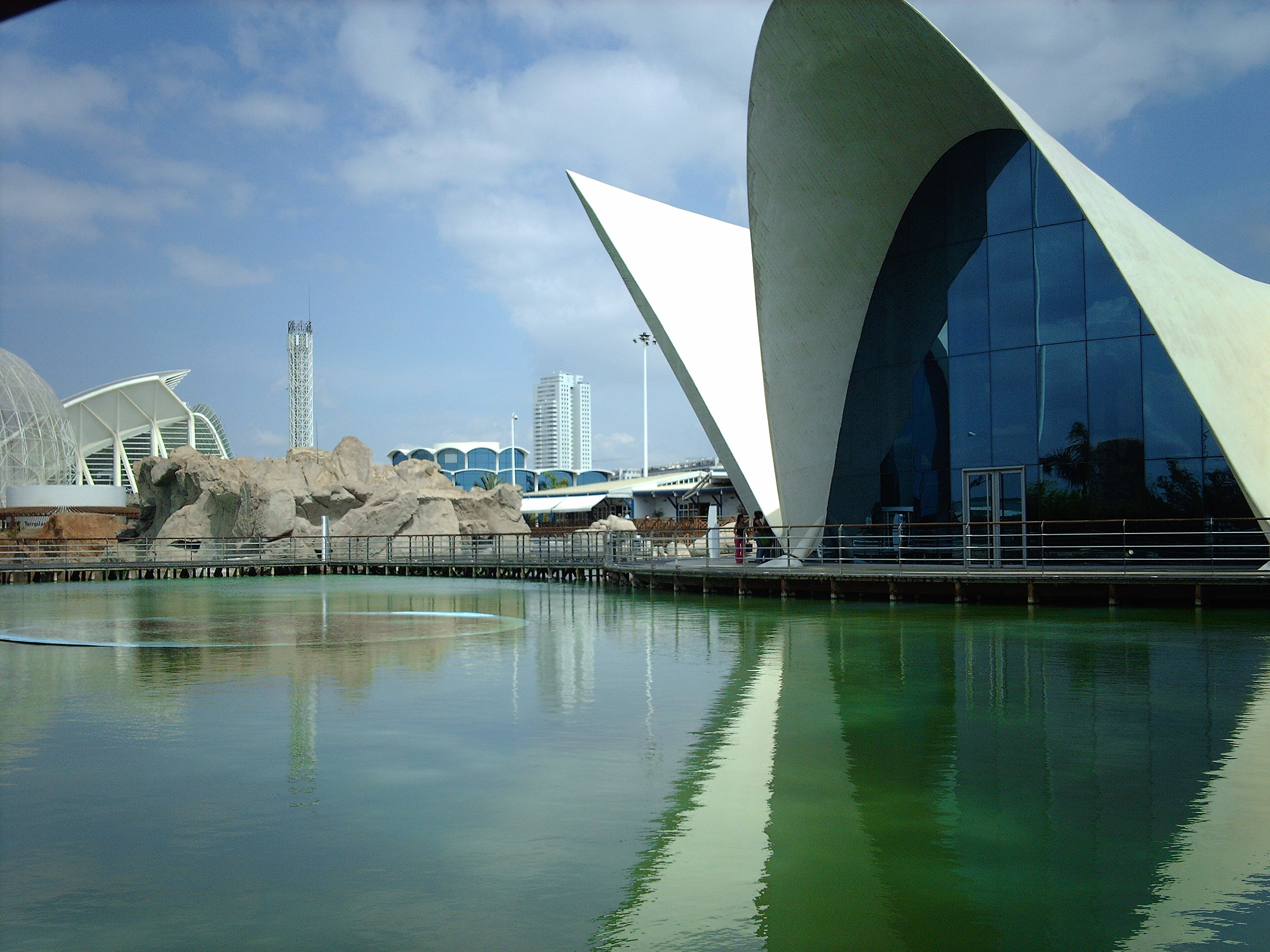
سقف بتون پوسته‌ای اوشن‌گرافیک والنسیا

سازه‌های پوسته‌ای در بیشتر موارد با استفاده از بتن مسلح ساخته می‌شوند به همین دلیل سازه‌های بتن پوسته‌ای نیز نامیده می‌شوند.ضمن آن که پوسته‌ها در طبیعت از متنوع‌ترین فرم‌هایی هستند که در دنیای فیزیکی اطراف ما یافت می‌شوند. واژهٔ پوسته تداعی کنندهٔ اشکال موجود در طبیعت مانند تخم پرندگان، پوستهٔ نرم تنان می‌باشد. این لغت یک نمود ذهنی با دو ویژگی ویژه را مجسم می‌سازد:
1. پوسته‌ها محکم و منحنی شکل اند
2. سطوح صاف و مسطح هرگز در بهترین حالت (یک سلول یا جعبه)، نمی‌توانند یک پوسته را تشکیل دهند.[۱]

## عملکرد کلی پوسته‌ها
یک ورق کاغذ، به‌طور عادی در دست خم می‌شود و حتی توانایی تحمل وزن خود را هم ندارد، اما اگر به قسمت میانی کاغذ اندکی فشار وارد شود، به طوری که گوشه‌های آن کمی رو به بالا خم شوند، این فرم علاوه بر وزن خود، مقداری بار اضافی را نیز تحمل می‌کند. این افزایش ظرفیت تحمل بار توسط سازه، به دلیل استفاده از فرم مناسب است. انحنای رو به بالا، سختی و ظرفیت تحمل بار کاغذ را افزایش می‌دهد، زیرا این فرم موجب می‌شود مقداری از مصالح دور از مرکز ثقل جسم قرار بگیرد، بنابراین با خم کردن ورق کاغذ مقاومت خمشی جسم افزایش می‌یابد.

## انواع پوسته‌ها
پوسته‌ها بر اساس:
1. نوع شکل گیری
2. فرم
3. هندسه

طبقه بندی می‌شوند. در این تقسیم بندی هدف ارائه رفتار و عکس العمل‌های یکسان در گروه‌های مختلف پوسته هاست.
۱)تقسیم بندی از نظر نوع شکل گیری
پوسته‌ها از نظر شکل گیری به پوسته‌های دورانی((چرخش (فیزیک))) و پوسته‌های انتقالی((Transational)) تقسیم می‌شوند. در پوسته‌های دورانی، شکل گیری پوسته ناشی از دوران یک منحنی حول یک محور و در پوسته‌های انتقالی ناشی از انتقال یک منحنی در طول یک خط یا یک منحنی است.
۲)تقسیم بندی از نظر فرم
پوسته‌ها از نظر نوع انحنای پوسته به دو گروه پوسته‌های سین کلاستیک و پوسته‌های آنتی کلاستیک تقسیم می‌شوند. پوسته‌های سین کلاستیک دو منحنی دارند و خطوط انحنا در هر جهت آن‌ها یکسان است. پوسته‌های آنتی کلاستیک((زین اسبی))انحنای مضاعف و خطوط انحنا در جهت‌های مخالف دارند.
۳)تقسیم بندی از نظر هندسه
به
1. پوسته‌های قابل توسعه
2. پوسته‌های غیرقابل توسعه

تقسیم می‌شوند
۳-۱)پوسته‌های قابل توسعهپوسته‌هایی هستند که بتوان سطح هندسی آن‌ها را بدون ایجاد بریدگی، تنش یا تغییر شکل به شکل صفحهٔ مستوی در آورد. مانند پوسته‌های استوانه‌ای.
پوسته‌های گهواره‌ای که فقط در یک جهت انحنا دارند و از دوران یک منحنی در طول مسیر مستقیم شکل می‌گیرند، پوسته‌های قابل توسعه‌اند. در این پوسته‌ها اغلب از اشکال نیم دایره و سهمی استفاده می‌شود و تکیه گاه‌ها فقط در گو شه‌ها هستندو در جهت طولی و در جهت انحنا دهانه را می‌پوشانند.
پوسته‌های قابل توسعه خود به چند بخش تقسیم می‌شوند:
الف) پوسته‌های استوانه‌ایکه این خود به
1. پوسته‌های استوانه‌ای کوتاه
2. پوسته‌های استوانه‌ای بلند

تقسیم می‌شود
ب) پوسته‌های متقاطعکه این خود به
1. پوسته‌های متقاطع دو بخشی
2. پوسته‌های متقاطع چند بخشی
3. مخروط‌ها و شبه مخروط‌ها

تقسیم می‌شود

## تعریف
الف-۱-۳)پوسته‌های استوانه‌ای
در طبیعت به ندرت یافت می‌شود. می‌توان به فرم لوله‌ای ساقهٔ گیاهانی مانند بامبو اشاره کرد. جز اصلی تشکیل دهندهٔ استوانه، شکل کلی پوسته است. یک ورقهٔ کاغذ به‌طور طبیعی تقریباً قادر به هیچ گونه مقاومتی در مقابل خمش نیست، اما با لوله کردن مقاومت آن بیشتر می‌شود.
۱-الف-۱-۳)پوسته‌های استوانه‌ای کوتاه
این نوع پوسته‌ها اغلب در گوشه‌ها دارای تکیه گاه هستند و در یکی از دو جهت یا ترکیبی از هر دو جهت عمل می‌کنند. اولین مورد استفاده از این نوع پوسته‌ها، عملکرد پوسته به عنوان دال است که فاصلهٔ بین قوس‌ها را می پو شاند، در این حالت هر انتها را می‌توان به وسیلهٔ یک قوس سخت و مقاوم کرد. دومین روش برای آن که لبهٔ طولی پایین‌تر به وسیلهٔ یک تیر سخت شود، آن است مه از پوسته‌های نازک تر که مانند مجموعه‌ای از قوس‌های مجاور هم رفتار می‌کنند و فاصلهٔ بین تیرهای کناری را می پو شانند، استفاده کرد.
۲-الف-۱-۳)پوسته‌های استوانه‌ای بلند
این نوع پوسته‌ها اغلب در گوشه‌ها دارای تکیه گاه هستند و مانند تیرهای بزرگ در جهت طولی عمل می‌کنند، در نتیجه تنش‌ها در این گونه پوسته‌ها مشابه تنش‌های خمشی در یک تیر است. بخش بالایی در سر تا سر طول پوسته تحت فشار است در حالی که بخش پایینی تحت کشش می‌باشد.
۱-ب-۱-۳)پوسته‌های متقاطع دو بخشی
تقاطع راست گوشهٔ پوسته‌های دو بخشی با مقطع دایره‌ای شکل نوعی تاق پهار بخشی را ایجاد می‌کند که قسمت مقعر ایجاد شده میان بخش‌های متقاطع با یک منحنی تا خورده قابل مقایسه است.
۲-ب-۱-۳)پوسته‌های متقاطع چند بخشی
چندین تقاطع با بخش‌های بیشتراست. اگر تعداد بر آمدگی‌ها (خط الراس‌ها) از خط القعرها بیشتر باشد، نتیجه، ساختار گنبدی شکل خواهد بود.
۳-ب-۱-۳)مخروط‌ها و شبه مخروط‌ها
سطوح مخروطی با حرکت یک خط صاف بر روی خط صاف دیگر و یک منحنی به دست می‌آیند. این حقیقت که مخروط‌ها انحنای دوگانه دارند و با استفاده از خطوط صاف ساخته می‌شوند به‌طور طبیعی آن‌ها را برای طراحی پوسته‌ها مناسب می‌سازد.
۳-۲) پوسته‌های غیرقابل توسعهمانند پوسته‌های کروی